# Práznovce
Práznovce este o comună slovacă, aflată în districtul Topoľčany din regiunea Nitra. Localitatea se află la altitudinea de 168 m deasupra n.m., se întinde pe o suprafață de 11,43 km2 și în 2017 număra 977 de locuitori.

## Istoric
Localitatea Práznovce este atestată documentar din 1183.

## Demografie
| An:                | 1994 | 2004 | 2014   | 2024   |
| ------------------ | ---- | ---- | ------ | ------ |
| Număr de persoane: | 0    | 962  | 969    | 966    |
| Diferență:         |      | –    | +0,72% | −0,30% |

| An:                | 2023 | 2024   |
| ------------------ | ---- | ------ |
| Număr de persoane: | 977  | 966    |
| Diferență:         |      | −1,12% |